# روزلا (استان مرکزی)
روزلا (به لاتین: Rozella) یک منطقهٔ مسکونی در سری‌لانکا است که در استان مرکزی (سری‌لانکا) واقع شده‌است.